# Вали-ду-Асу (агломерация)

Агломерация на карте штата

Вали-ду-Асу (порт. Região Metropolitana do Vale do Aço)  —  крупная городская агломерация в Бразилии. Центр — город Ипатинга в штате Минас-Жерайс. Население составляет 477 669 человек на 2013 год. Занимает площадь 808 км². Плотность населения — 591 чел./км².

## Состав
В состав агломерации входят муниципалитеты:
1. Ипатинга
2. Коронел-Фабрисиану
3. Тимотеу
4. Сантана-ду-Параизу

## Статистика
- Валовой внутренний продукт  составляет 8.234.400.000,00 реалов (данные: Бразильский институт географии и статистики).
- Валовой внутренний продукт на душу населения  составляет 13.530,00 реалов (данные: Бразильский институт географии и статистики).
- Индекс развития человеческого потенциала на 2000 составляет 0,803 (данные: Программа развития ООН).

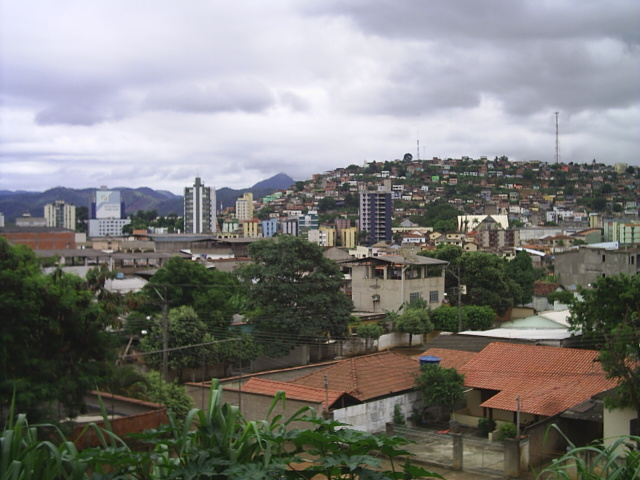